# اوهونیتسه
اوهونیتسه (به چکی: Úhonice) یک منطقهٔ مسکونی در جمهوری چک است که در شهرستان پراگ-غرب واقع شده‌است.
 اوهونیتسه ۹٫۹۳ کیلومتر مربع مساحت و ۹۷۲ نفر جمعیت دارد و ۳۸۴ متر بالاتر از سطح دریا واقع شده‌است.